# Trichonotus
Trichonotus is een geslacht van straalvinnige vissen uit de familie van de wadvissen of zandduikers (Trichonotidae).

## Soorten
- Trichonotus arabicus Randall & Tarr, 1994
- Trichonotus blochii Castelnau, 1875
- Trichonotus cyclograptus Alcock, 1890
- Trichonotus elegans Shimada & Yoshino, 1984
- Trichonotus filamentosus Steindachner, 1867
- Trichonotus halstead Clark & Pohle, 1996
- Trichonotus marleyi Smith, 1936
- Trichonotus nikii Clark & von Schmidt 1966
- Trichonotus setiger Bloch & Schneider, 1801